# Екологізація споживання
Екологіза́ція спожива́ння – процес екологічного вдосконалення сфери споживання виробів та послуг. Ключовим чинником є відтворення екологічно орієнтованого попиту. Це відбувається через формування й постійне поновлення взаємозалежних екологічно спрямованих складових: потреб, інтересів і можливостей. Усвідомлені конкретними людьми чи колективами, потреби перетворюються на інтереси, тобто спонукальні мотиви придбання товарів.